# Преснов Віктор Олексійович
Віктор Олексійович Преснов (2 грудня 1917, м. Анжеро-Судженськ, Кемеровська область, Росія — 17 липня 1987, м. Одеса) — фізик, доктор фізико-математичних наук, професор. Лауреат Державної премії УРСР (1985).

## Біографія
Народився 2 грудня 1917 р. в Анжеро-Судженську Кемеровської обл. Закінчивши в 1935 р. 9 класів середньої школи, він вступив до Новосибірського інженерно-будівельного інституту. Після року навчання перевівся до Томського державного університету ім. В. В. Куйбишева, який закінчив у 1941 р. і одержав спеціальність фізика, оптика і спектроскопія.
З серпня до грудня 1941 р. працював вчителем фізики у с. Ребриха Алтайського краю, а з грудня того ж року — науковим співробітником Всесоюзного інституту експериментальної медицини. Воював на фронтах Великої Вітчизняної війни (1942-1945).
Повернувшись до Томського університету і закінчивши аспірантуру, він до травня 1950 р. працював науковим співробітником Сибірського фізико-технічного інституту.
Після захисту кандидатської дисертації у вересні 1950 р. перейшов на викладацьку роботу до Томського університету, де спочатку працював доцентом, а після захисту докторської дисертації на тему «Дослідження з фізики спаю», починаючи з жовтня 1961 р. професором, завідувачем кафедри фізики напівпровідників і діелектриків Томського університету.
Був директором, науковим керівником галузевого НДІ Міністерства електронної промисловості СРСР, який він заснував (1964-1968).
З вересня 1968 р. і до останніх днів життя діяльність В. О. Преснова була пов'язана з Одеським державним університетом ім.. І. І. Мечникова (сьогодні — Одеський національний університет імені І. І. Мечникова). Він працював професором кафедри експериментальної фізики (1969), а згодом очолив нову, організовану ним кафедру фізичної електроніки (сьогодні — кафедра фізики твердого тіла і твердотільної електроніки).
Преснов В. О. помер 17 липня 1987 р.

## Наукова діяльність
Займався дослідженням властивостей скла і електровакуумної кераміки, особливо з вивчення природи механічно міцного вакуумно-щільного з'єднання скла і кераміки з металом. Результати цих досліджень були покладені в основу докторської дисертації та декількох монографій, які були першим у світовій практиці широким узагальненням праць з дослідження природи механічно міцного вакуумно-щільного з'єднання таких різнорідних матеріалів. Використання їх на практиці дозволили розв'язати проблему створення металокерамічних радіоламп надвисокочастотного (НВЧ) діапазону. У 1954 р. під керівництвом В. О. Преснова була створена лабораторія напівпровідників, на базі якої заснована перша в Сибіру і одна з перших в СРСР проблемна лабораторія і кафедра фізики напівпровідників Томського державного університету, де розроблялися проблеми комплексного дослідження складних напівпровідників. Були проведені широкі дослідження процесів синтезу і кристалізації, електричних властивостей, поверхневих і контактних явищ у напівпровідникових матеріалах. Практичним результатом цієї роботи стало вирішення конкретних задач сучасної мікроелектроніки, розробка нових типів напівпровідникових приладів, створення більш досконалих методів захисту поверхні напівпровідникових приладів і схем.
Проф. В. А. Преснов виховав велику групу дослідників в області фізики напівпровідників і твердотільної електроніки. Під його керівництвом при кафедрі фізики твердого тіла і твердотільної електроніки ОНУ імені І. І. Мечникова була створена галузева науково-дослідна лабораторія фізичних основ електронної техніки (ФОЕТ), завідувачем якої став ст. н. співр. О. П. Канчуковський. Колектив лабораторії налічував понад 200 співробітників. Керівниками дослідницьких груп, в основному, були викладачі кафедри. В лабораторії були проведені широкі дослідження процесів синтезу і кристалізації, електричних властивостей, поверхневих і контактних явищ у напівпровідникових матеріалах.
Вперше в СРСР були синтезовані і досліджені електричні і оптичні властивості напівпровідникових штучних алмазів і кераміки. За праці по створенню НВЧ напівпровідникових приладів удостоєний звання лауреата Державної премії УРСР (1985).
Під його керівництвом захищено понад 60 кандидатських дисертацій, 12 його учнів стали докторами наук. За час наукової діяльності В. О. Преснов написав 6 книг, 340 наукових статей у журналах і інших публікацій, одержав 56 авторських свідоцтв на винаходи.

## Праці
- Основы техники и физики спая / Преснов В. А. , Надворский Ю. Б., Якубеня М. П. — Томск, 1961.
- Металлокерамический спай в электронной и атомной промышленности / Преснов В. А., Любимов Л. М., Бердов, Г. И. Рубашев М. А. — М. : Атомиздат, 1962.
- Теоретические основы образования прочного соединения между разнородными веществами / В. А. Преснов, Науч.-исслед. ин-т полупроводниковых приборов (НИИПП). — Томск: Б.и., 1966 . — 16 с.
- Парамагнитный резонанс мелких акцепторов в GaAs / Преснов В. А. // Физика тверд. тела. — 1967. — Т. 9.
- Получение и исследование p-n-переходов на основе синтетических полупроводниковых алмазов / Преснов В. А. // Докл. Акад. наук СССР. — 1976. — Т. 228, № 5. — С. 1080.
- Квантовая биоэлектроника: (учебное пособие) / В. А. Преснов ; Одес. гос. ун-т им. И. И. Мечникова. — Одесса: ОГУ, 1980. — 112 с.
- Термостойкие диэлектрики и их спаи с металлом в новой технике / Преснов В. А., Ротнер Ю. М.  – М. : Атомиздат,  1980.